# Metopius fulvicornis
Metopius fulvicornis là một loài tò vò trong họ Ichneumonidae.